# Faith Herbert
Faith Herbert és una superheroïna de ficció de l'editorial Valiant Comics, un dels pocs personatges femenins de ficció amb obesitat amb sèrie pròpia: Faith debutà el 1992 en la sèrie Harbinger i tornà a aparéixer el 2012 en el segon volum, fins que el 2016 protagonitzà una sèrie limitada homònima, Faith, en la qual per primera volta la guionitzà una dona, Jody Houser.
En Harbinger, Faith Hebert és una jove amb poders psiònics criada per sa iaia després que sons pares moriren en un accident de trànsit: Faith és membre del supergrup Renegades junt amb altres psiots, els quals s'oponen a la fundació Harbinger que pretén controlar als psiots; en la sèrie homònima, dibuixada per Francis Portela, Faith alterna la seua faena com a redactora amb el quefer superheroic mentre li ixen nous enemics. Faith ha sigut editada en castellà per Medusa Cómics en format de quadern grapat amb paper de qualitat.
La sèrie pròpia s'ha reeeditat cinc voltes, ha rebut lloances a mitjans com The New York Times o The Atlantic i estigué nominada als Premis Eisner de 2017 com a millor sèrie nova; a més, la popularitat del personatge ha produït una línia de roba de talla gran inspirada en l'uniforme de Faith.